# الکس استرینج‌لاو
الکس استرینج‌لاو (انگلیسی: Alex Strangelove) یک فیلم به کارگردانی کریگ جانسون است که در سال ۲۰۱۸ منتشر شد. از بازیگران آن می‌توان به جوآنا پی.آدلر و ویلیام راگسدیل اشاره کرد. این فیلم داستان پسری دبیرستانی به نام الکس ترولاو است که با دوستش یک دختر به نام کلیر وارد رابطه می‌شود اما چندی بعد در یک پارتی از پسری به نام الیوت خوشش می‌آید و این باعث می‌شود که در مورد گرایش جنسیش شک کند.